# Hương Gián
Hương Gián là một phường thuộc thành phố Bắc Giang, tỉnh Bắc Giang, Việt Nam.

## Địa lý
Phường Hương Gián có vị trí địa lý:
- Phía đông giáp phường Tân An và xã Xuân Phú
- Phía tây giáp phường Tân Tiến
- Phía nam giáp phường Tân Liễu và xã Xuân Phú
- Phía bắc giáp phường Dĩnh Trì.

Phường Hương Gián có diện tích 8,62 km², dân số năm 2023 là 11.963 người, mật độ dân số đạt 1.387 người/km².

## Hành chính
Phường Hương Gián được chia thành 12 tổ dân phố: Can, Chanh Áng, Dõng, Dung, Dũng Tiến, Đông Tiến, Gáo, Hấn, Kép, Tân Tiến, Tây, Việt Tiến.

## Lịch sử
Trước năm 1945, Hương Gián thuộc tổng Thái Đào, phủ Lạng Giang, tỉnh Bắc Giang.
Cuối thế kỷ 19, tổng Thái Đào có 5 xã: Thái Đào, Thiếp Trì, Hương Gián, Lạc Gián, Gia Sơn. Hương Gián ngày này gồm 3 xã cũ của tổng Thái Đào là Hương Gián, Lạc Gián và Gia Sơn; xã Thiếp Trì được tách ra trở thành xã Trung Lập.
Sau năm 1945, thành lập liên xã Thái Sơn thuộc phủ Lạng Giang trên cơ sở tổng Thái Đào.
Tháng 9 năm 1952, sáp nhập xã Thái Sơn thuộc huyện Lạng Giang vào huyện Yên Dũng.
Ngày 31 tháng 3 năm 1958, Bộ Nội vụ ban hành Nghị định số 103-NV về việc thành lập xã Thái Đào trên cơ sở 7 xóm: An Thái, Chùa, Cống, Dạ, Ghép, Mỹ, Then của xã Thái Sơn.
Xã Thái Sơn còn lại 10 xóm: Dung, Dũng Tiến, Đông Tiến, Gáo, Hấn Can, Kép, Rồng, Tân Tiến, Tây, Việt Tiến.
Năm 1960, sáp nhập xóm Chanh và xóm Áng thuộc xã Tân Dân vào xã Thái Sơn.
Ngày 27 tháng 10 năm 1962, Quốc hội ban hành Nghị quyết về việc thành lập tỉnh Hà Bắc trên cơ sở tỉnh Bắc Giang và tỉnh Bắc Ninh. Khi đó, xã Thái Sơn thuộc huyện Yên Dũng, tỉnh Hà Bắc.
Năm 1970, đổi tên xã Thái Sơn thành xã Lạc Gián.
Ngày 22 tháng 2 năm 1975, Phủ Thủ tướng ban hành Quyết định số 11-BT về việc đổi tên xã Lạc Gián thuộc huyện Yên Dũng thành xã Hương Gián.
Ngày 6 tháng 11 năm 1996, Quốc hội ban hành Nghị quyết về việc chia tỉnh Hà Bắc thành tỉnh Bắc Giang và tỉnh Bắc Ninh. Khi đó, xã Hương Gián thuộc huyện Yên Dũng, tỉnh Bắc Giang.
Tính đến ngày 31 tháng 12 năm 2023, xã Hương Gián có 8,62 km² diện tích tự nhiên, quy mô dân số là 11.963 người, mật độ dân số là 1.387 người/km² và 12 thôn: Can, Chanh Áng, Dõng, Dung, Dũng Tiến, Đông Tiến, Gáo, Hấn, Kép, Tân Tiến, Tây, Việt Tiến.
Ngày 28 tháng 9 năm 2024, Ủy ban Thường vụ Quốc hội ban hành Nghị quyết số 1191/NQ-UBTVQH15 về việc sắp xếp đơn vị hành chính cấp huyện, cấp xã của tỉnh Bắc Giang giai đoạn 2023 – 2025 (nghị quyết có hiệu lực từ ngày 1 tháng 1 năm 2025). Theo đó:
- Sáp nhập xã Hương Gián thuộc huyện Yên Dũng vào thành phố Bắc Giang quản lý.
- Thành lập phường Hương Gián thuộc thành phố Bắc Giang trên cơ sở toàn bộ 8,62 km² diện tích tự nhiên và quy mô dân số là 11.963 người của xã Hương Gián.